# India Antony
India Rosita Antony (* 1980 in Kerala, Indien) ist eine deutsche Filmschauspielerin indischer Abstammung.

## Leben
India Rosita Antony wurde in Südindien geboren und kam im Säuglingsalter mit ihrer Familie nach Deutschland. Nach einem Diplomstudium der Sozialpädagogik lebte und arbeitete sie drei Jahre lang in Italien.
Ab 2012 absolvierte sie ein Studium an der Film-Acting-School in Köln. Nach einem Theaterengagement in Köln folgten einige Workshops sowie Rollen in Film und Fernsehen. So spielte sie unter anderem 2018 als „Sheela“ bei Passagier 23 – Verschwunden auf hoher See und als Rezeptionistin bei Til Schweigers Klassentreffen 1.0 mit. Sie übernahm im Jahr 2019 eine Episodenhauptrolle bei In aller Freundschaft und spielte 2021 in der Serie Alles was zählt mit. 2022 spielte sie bei Sturm der Liebe mit.
Sie lebt in Düsseldorf.

## Filmografie (Auswahl)
- 2016: Rentnercops (Fernsehserie, 1 Folge)
- 2016: Volt
- 2016: Wildnis (Kurzfilm)
- 2017: 4 Blocks (Fernsehserie, 1 Folge)
- 2018: Alles Isy
- 2018: Lautlose Tropfen
- 2018: Der Lehrer (Fernsehserie, 1 Folge)
- 2018: Passagier 23 – Verschwunden auf hoher See
- 2018: Klassentreffen 1.0
- 2019: Electric Girl
- 2019: In aller Freundschaft (Fernsehserie, 1 Folge)
- 2019: Lotta & der schöne Schein
- 2019: Alarm für Cobra 11 – Die Autobahnpolizei (Fernsehserie, 1 Folge)
- 2019: Stenzels Bescherung
- 2020: Tierärztin Dr. Mertens (Fernsehserie, 1 Folge)
- 2021: Mein Freund das Ekel (Fernsehserie, 1 Folge)
- 2021: Wir (Fernsehserie, 1 Folge)
- 2021: Alles was zählt (Fernsehserie, 4 Folgen)
- 2022: Sturm der Liebe (Fernsehserie, 2 Folgen)
- 2023: WaPo Duisburg (Fernsehserie, 1 Folge)
- 2023: Die Rosenheim-Cops (Fernsehserie, 1 Folge)